# Eriborus hirosei
Eriborus hirosei là một loài tò vò trong họ Ichneumonidae.